# Chronologie des faits économiques et sociaux dans les années 1860
Chronologie de l'économie
Années 1850 - Années 1860 - Années 1870

## Événements

### Afrique
- 1858-1870 : regain de prospérité du commerce caravanier de Tombouctou vers Fès et Mogador. Une importante communauté juive s’installe à Tombouctou. Outre les exportations traditionnelles (ivoire, peaux, poudre d’or, esclaves, noix de kola, tissus) se développent celles de la gomme arabique et des plumes d’autruches.
- 1861-1865 : hausse rapide des exportations de coton en Égypte[1]. La production égyptienne, spécialisée dans les longues fibres, s’impose par sa qualité et bénéficie de cinq ans de hausse des prix provoquée par la guerre de Sécession.
- 1864 : introduction du coton au Soudan (Gezirah). Les revenus qu’il produit permettent de financer des infrastructures modernes (chemin de fer, télégraphe, navigation à vapeur sur le Nil) et à parer Khartoum de mosquées et d’écoles.
- 1864-1865 : épidémie de variole dans l’Estuaire au Gabon[2] et en Angola.
- 1867 : 
  - Afrique du Sud : découverte de gisement de diamants à Kimberley, dans la colonie du Cap et au Grikaland[3]. Il s’ensuit une prospection systématique non seulement dans la région, mais sur la quasi-totalité du continent.
  - inflation de cauris au Dahomey. Les difficultés budgétaires conduisent le roi Glèlè à alourdir la pression fiscale.

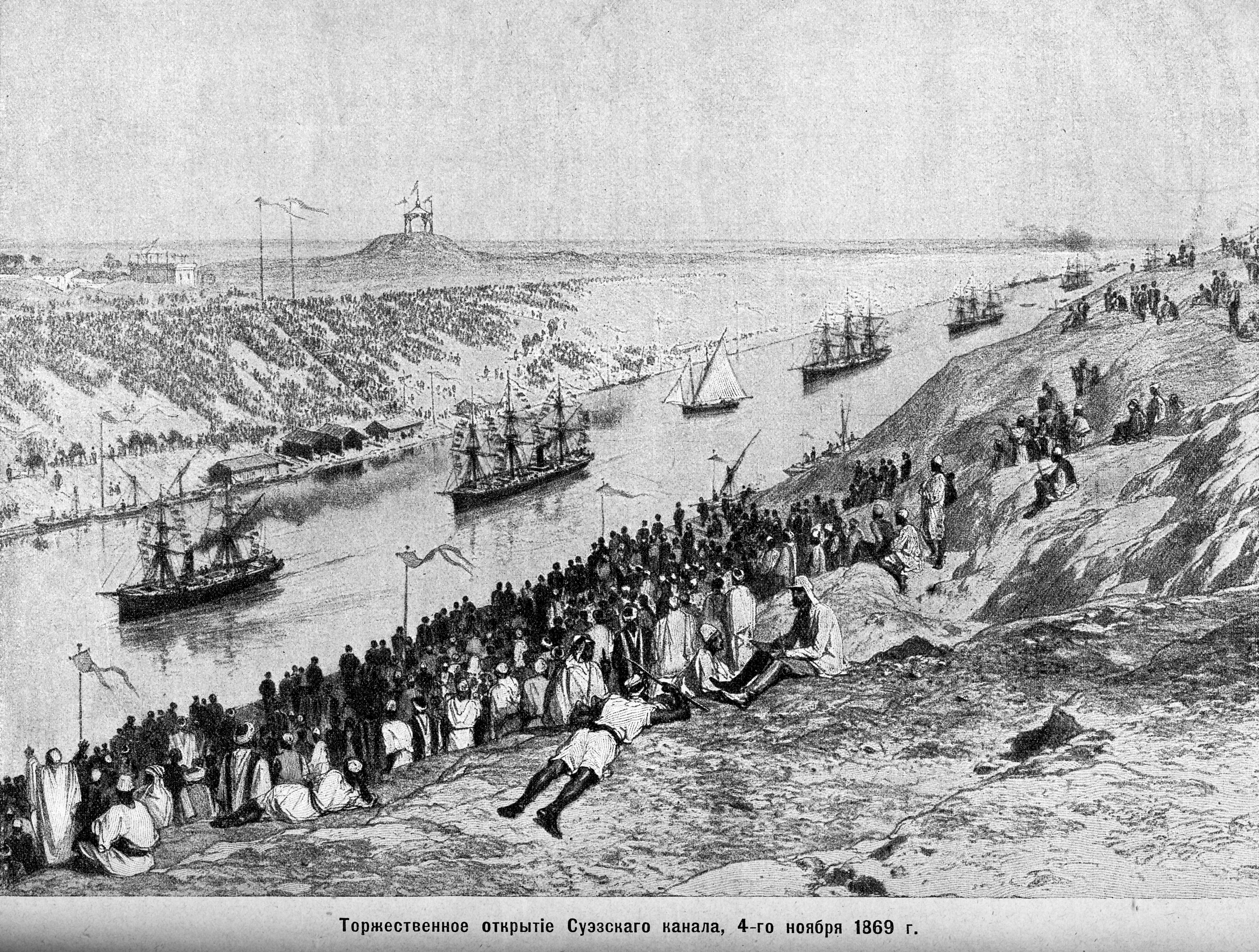
Inauguration du canal de Suez.

- 17 novembre 1869 : inauguration officielle du canal de Suez par l’impératrice Eugénie[4].
- 1869 :
  - Le Portugal abolit l’esclavage dans ses colonies[5].
  - développement des exportations de noix de palmiste au Nigeria.

- La traite clandestine des esclaves se maintient en Angola, au Bénin et en Oyo (sud du Nigeria actuel).
- Début de la circulation de monnaie métallique au Sénégal et en Gambie. Ailleurs, les monnaies d’échanges entre africains sont diverses : cauris, objets métalliques, tissus, etc. Les échanges entre négociants européens et américains, négriers ou marchands « licites », se règlent par lettre de change et billets à ordre payable en Angleterre ou à La Havane. Entre les Africains et les étrangers, les échanges prennent le plus souvent la forme du troc (système des paquets).
- Déclin de la ville commerçante de Salaga (Ghana actuel) face à la concurrence de Bouna, Bobo-Dioulasso ou Kintampo.
- Commerce des États interlacustres avec les Arabes de la côte swahili et les Khartoumiens, qui alimentent en armes à feu les États rivaux.

### Amérique
- 1856-1860 : le sucre et les produits dérivés (mêlasse, rhum) représentent 70 % des exportations de Cuba[6]. Cette économie réclame de nombreux esclaves, qui représentent vers 1860 plus de la moitié de la population. Cuba reçoit 387 216 esclaves entre 1835 et 1864, soit 12 908 en moyenne par an[7]. Des travailleurs sous contrats recrutés à partir de 1853, viennent surtout de Chine, d’où viennent 125 000 coolies entre 1853 et 1874[8].
- 1860 : 
  - les États-Unis comptent 49 000 km de chemins de fer (85 400 km en 1870)[9], principalement dans le nord du pays qui obtient la supériorité militaire, industrielle et démographique[10]. Le Sud ne dispose que de 10 % du potentiel industriel des États-Unis. Il produit un million de tonnes de coton et compte 4 millions d’esclaves[11].
  - au Brésil, la Banque commerciale et agricole est en liquidation[12].
- 1860-1880 : « ruée vers Washoe », à la suite de la découverte en 1859 dans le Nevada du gigantesque gisement d'argent du Comstock Lode[13].
- 1860-1884 : la production de charbon annuelle de charbon aux États-Unis passe de 14 à 100 millions de tonnes[11].

- Après 1860 : le Paraguay se ferme aux contacts extérieurs et met sur pied la plus grande armée de l’Amérique du Sud[12].
- 1861-1865 :
  - ralentissement de la croissance dans l’industrie aux États-Unis pendant la Guerre de Sécession[14].
  - plan Anaconda ; blocus maritime nordiste pour empêcher le ravitaillement du Sud[15].
- 1865 : la production d’argent en Bolivie passe de 90 tonnes en 1865 à 220 en 1875[16].
- 1865-1877 : période dite de Reconstruction aux États-Unis[17].
- 1867 : début des convois de bétail du Texas aux lignes de chemin de fer du Kansas (Abilene) et du Missouri, à l'initiative de Joseph McCoy[18].
- 1868 : 68 % de la population de l’Uruguay est née à l’étranger[19].

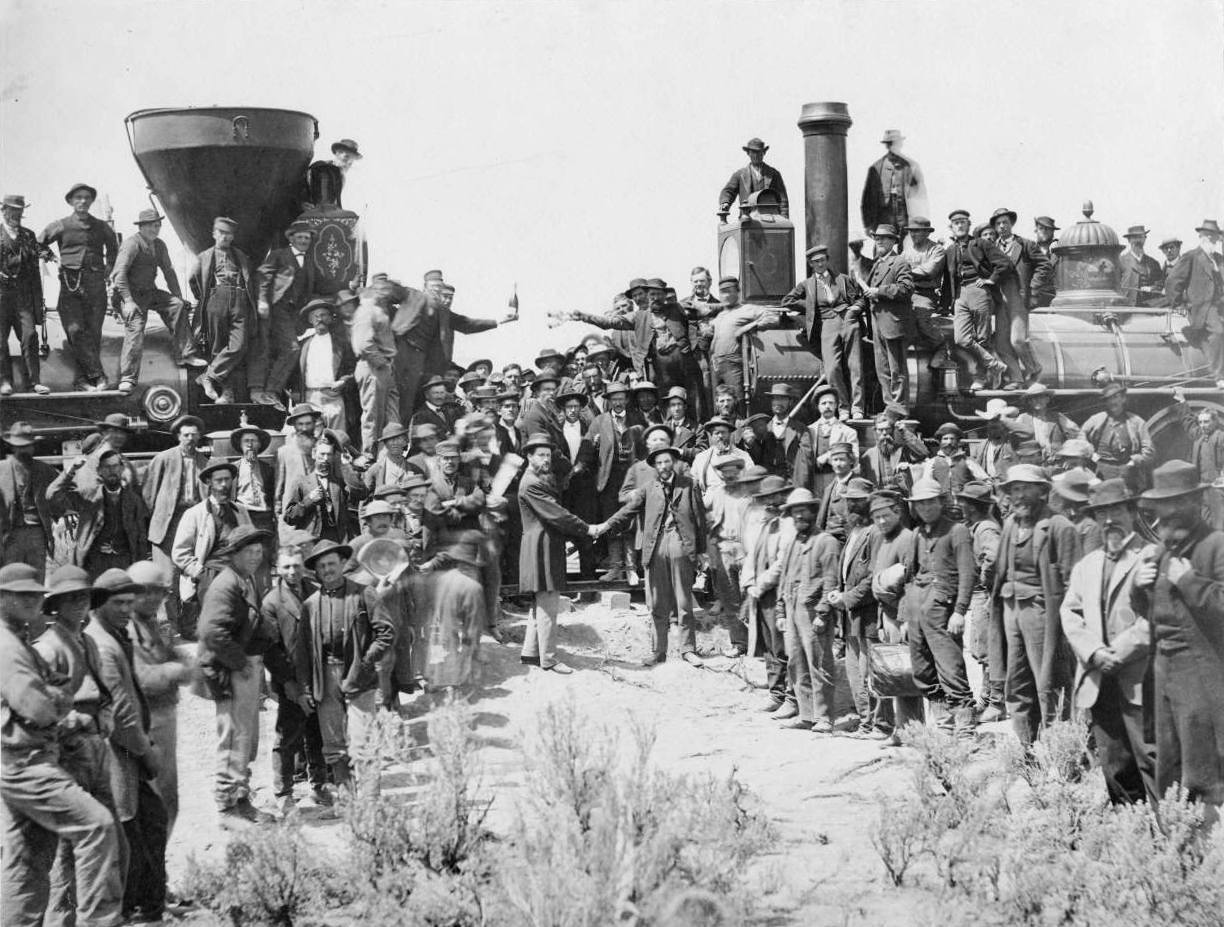
Photographie de constructeurs du premier chemin de fer transcontinental des États-Unis, participant à la cérémonie de pose du Golden Spike à Promontory Summit en 1869.

- 10 mai 1869 : à Promontory Summit dans l'État de l'Utah, la pose d’un tire-fond en or, le Golden Spike, au point de jonction entre la voie construite depuis l’Ouest par l’Union Pacific Railroad et celle établie depuis l’Est par la Central Pacific Railroad, marque l’achèvement de la construction du premier chemin de fer transcontinental des États-Unis[20].

### Asie et Pacifique
- 29 septembre 1860, Indes orientales néerlandaises : création de la N. V. Billiton Maatschappij (exploitation de l’étain)[21].
- Après 1860 : augmentation de la production de blé en Australie (Wheatbelt)[22].
- 1860-1861 : famine en Inde[23]. Mort de deux millions de personnes dans le Nord du pays.
- 1861-1865 : boom cotonnier dans le nord du Dekkan provoqué par la guerre de Sécession aux États-Unis ; la production augmente de 97 % dans la décennie[24]. Entre 1840 et 1860, l'Angleterre multiplie par huit ses importations de coton indien.
- 1863-1866, Indonésie : le Cultuurstelsel est abandonné pour les cultures de girofle et de noix de muscade (1863), pour les cultures d’indigo, de thé et de cannelle et l’élevage de cochenilles (1865), pour les cultures de tabac (1866)[25].
- 1864 : l’ingénieur français Jules Garnier découvre du nickel en Nouvelle-Calédonie (garniérite)[26].
- 1865 : liaison télégraphique entre Bombay et Londres[27].
- 1865-1867 : famine dans l’état d'Orissa en Inde[28].
- 1869 : 
  - une liaison télégraphique est assurée entre Tokyo et Yokohama[29].
  - début de l’émigration de nombreux Japonais pauvres vers Hawaii, puis la Californie[30].

### Europe
- 1857-1875 : printemps et étés chauds, annonçant la fin du petit âge glaciaire. Vendanges précoces. Bonnes récoltes[31]. Réchauffement hivernal en Islande de 1,5 °C de 1860-1870 à 1950-1960[32].
- 1860 : 
  - traité de libre-échange entre la France et le Royaume-Uni[33]. La France signe des traités de libre-échange avec la plupart des pays européens : la Belgique et la Turquie (1861), le Zollverein  (1862), l'Italie (1863), la Suisse (1864), la Suède, la Norvège, les Pays-Bas, l'Espagne (1865), le Portugal et l'Autriche (1866)[34],[35].
  - 14 603 km de chemin de fer en Grande-Bretagne, 9 167 km en France, 11 089 km en Allemagne[36].
- 1860-1869 : les exportations annuelles britanniques sont de 160 millions de £ en moyenne[37].
- 1861 : la production britannique annuelle de charbon est de 89,2 millions de tonnes[38].
- 1861-1862 : selon une enquête menée par Henry Mayhew and Bracebridge Hemyng Londres compterait 80 000 prostitués (8 600 en 1856 selon la police)[39].
- 1861-1865 : pénurie de coton, à la suite du blocus des États sudistes au cours de la guerre de Sécession. L’industrie textile britannique est durement touchée[40].

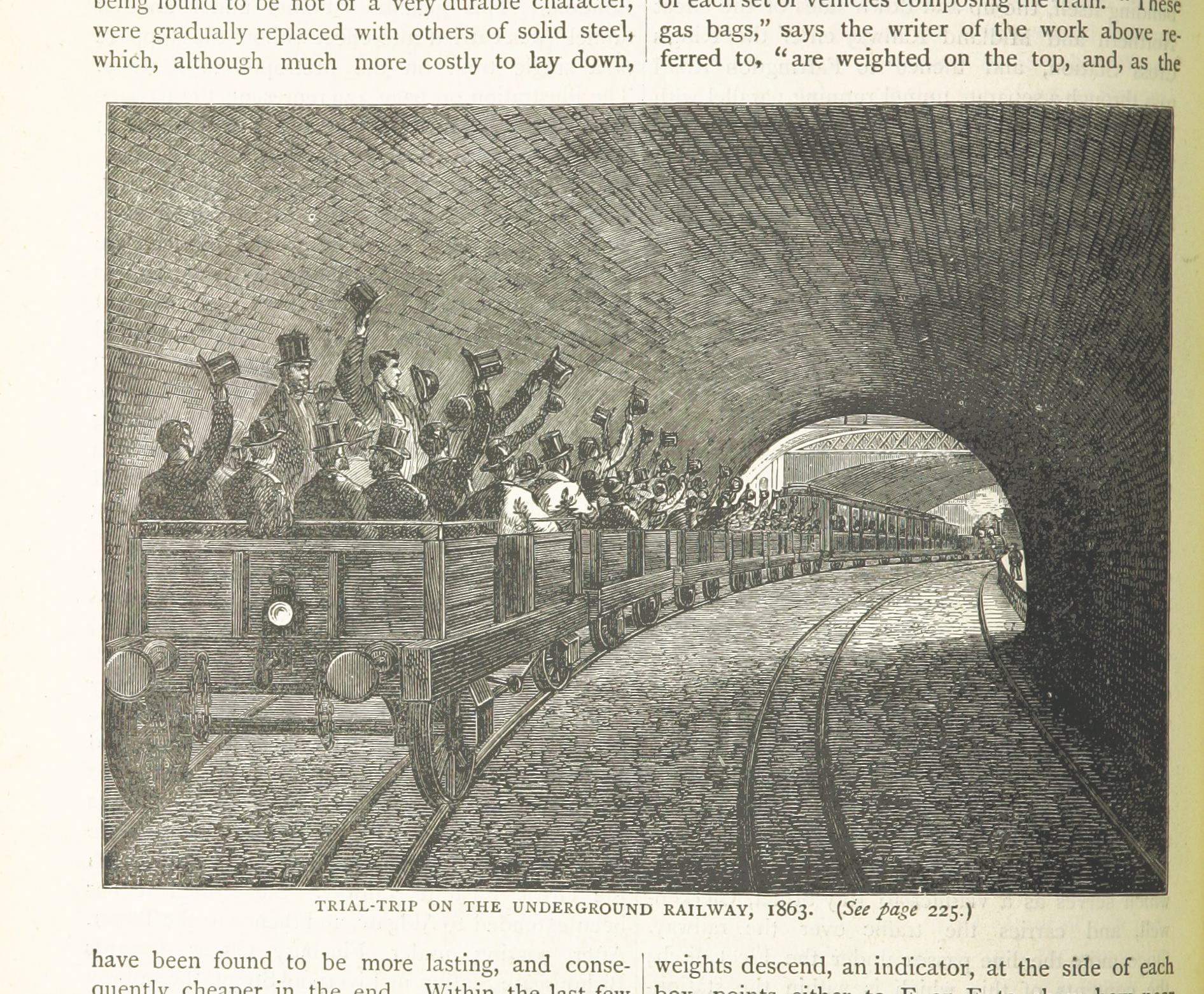
Voyage d'essai sur le métro de Londres à la station de Portland Road, 1863.

- 10 janvier 1863 : inauguration de la première ligne du métro de Londres[41] (il y a cinq lignes en 1900).
- 1864 : réforme agraire en Roumanie, adoption du système métrique, fondation de chambres de commerce[42].
- 1864-1878 : législation limitant le travail des femmes et des enfants au Royaume-Uni (Factory Acts de 1867, 1871 et 1878)[43].
- 14 février 1865 : utilisation des premiers chèques en France[44].
- 6 avril 1865 : création de la firme industrielle chimique Badische Anilin Gesellschaft à Ludwigshafen en Allemagne[45].
- 2 juillet 1865 : William Booth fonde la Mission chrétienne de l'Est de Londres, qui deviens en 1878 l'Armée du salut[46].
- 1865, France : le nombre des petits propriétaires a progressé de 55 % depuis 1815[47].
- 1865-1869 : installation de moulins à papier dans les Alpes : Domène (1865), Rioupéroux et Lancey (1869), utilisant l’énergie hydraulique[48].
- 1866 : le Portugal possède neuf banques[49]. Une loi du 22 juin 1867 autorise la fondation de banques de crédit agricole ; il y a en 1875 11 banques avec statuts approuvés par le gouvernement, 40 banques commerciales ou sociétés commerciales faisant des opérations de banque, et 3 banques agricoles et industrielles[50].
- 1866-1867 : crise économique en Europe, consécutive à la guerre de Sécession qui a perturbé le marché du coton. Elle frappe l'industrie textile et la plupart des autres secteurs et provoque un puissant mouvement de grèves[51].
- 1867 : 
  - fondation par Henri Nestlé de la société Nestlé à Vevey en Suisse, qui commercialise de la farine lactée pour nourrissons[52].
  - les ouvriers belges reçoivent le droit de coalition et le droit de grève. Le délit d'atteinte à la liberté du travail est maintenu[53].
  - le réseau de chemin de fer hongrois compte 4 700 km (17 500 km en 1900 et 22 000 km en 1914)[54].
  - publication du Livre premier du Capital, de Karl Marx[55].
- 1867-1873 : Gründerzeit, période de réformes libérales et d'expansion économique en Autriche[56].
- 1867-1868 : crise agricole en Espagne[57]. Les paysans ruinés rejoignent les indigents (15 % de la population).

Le prix constaté du blé stagne au cours de la décennie en France. Il baisse si l'on prend en compte l'évolution parallèle du salaire horaire, selon l'économiste Jean Fourastié, qui a démontré l'importance de l'Histoire de la culture des céréales sur celle de l'économie, également pour cette décennie de pénurie très forte mais non durable de l'offre en céréales:
| Années                                     | 1860 | 1861 | 1862 | 1863 | 1864 | 1865 | 1866 | 1867 | 1868 | 1869 |
| Prix réel (ajusté du salaire horaire)      | 26,9 | 32,4 | 30,5 | 25,5 | 23,6 | 21,9 | 26,3 | 34,7 | 34   | 26,6 |
| Prix observé du quintal de blé (en francs) | 131  | 158  | 145  | 122  | 113  | 102  | 122  | 162  | 155  | 121  |

#### Empire russe
- 1860-1880 : le volume des exportations de céréales en Russie passe de 12 à 40 millions de quintaux. Aggravation continue des prélèvements sur la paysannerie : de 1861 à 1872, la capitation a augmenté de 80 %[59].
- 1860 : création de la Banque d’État en Russie[59].
- 1863 : remplacement du système de la ferme des alcools par celui de l’accise (impôt indirect). En ville, remplacement de la capitation par un impôt foncier[59].
- 1864 :  multiplication des banques privées en Russie : fondation de la première banque de crédit commercial à Saint-Pétersbourg et de la première banque foncière par le zemstvo de Kherson[59].
- 1868 :
  - tarif douanier modéré en Russie[59].
  - rachat par l’ingénieur Poutilov de la fonderie d’État créée en 1801 à Saint-Pétersbourg[60].
- 1869 : le Gallois John Hughes fonde une entreprise métallurgique dans le Donets (aujourd'hui Donetsk, Ukraine)[61].

## Démographie
- 1860 :
  - 32 millions d’habitants aux États-Unis[62]. Les États du Nord comptent 21 millions d’habitants pour 9 millions (dont 3,5 millions d’esclaves) dans le Sud. 20 % des habitants vivent dans des villes. Dix villes dépassent 100 000 habitants. New York compte 850 000 d’habitants, Philadelphie 650 000, Chicago 110 000.  2 081 261 immigrants entre 1860 et 1869 (14 millions jusqu’en 1900). Exode rural : 18 millions de personnes jusqu’en 1900.
  - la ville de Jérusalem compte environ 18 000 habitants, dont 8 000 Juifs, 6 000 musulmans, 4 000 chrétiens[63].
  - Manchester compte 400 000 habitants (90 000 en 1801, 237 000 en 1831).
  - l’Espagne compte 15,6 millions d’habitants[64].
- 1860-1869 : 2 081 261 immigrants aux États-Unis[65]
- 1861 : recensement au Canada ; le pays compte 3 229 633 habitants[66].
- 1865 : quatorze millions d’habitants vivent à Java[67].